# John Merriman Reynolds

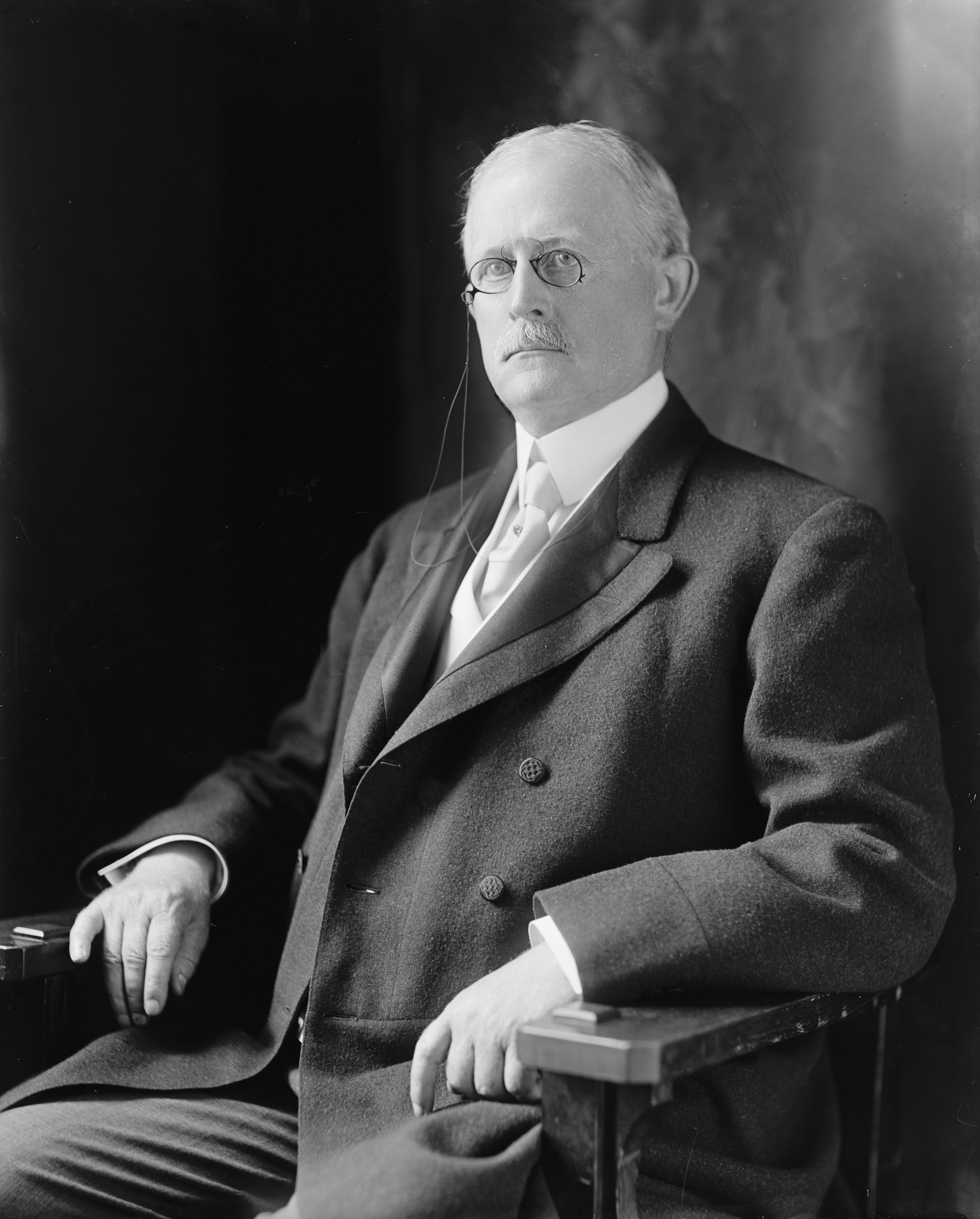
John Merriman Reynolds

John Merriman Reynolds (* 5. März 1848 bei Quarryville, Lancaster County, Pennsylvania; † 14. September 1933 in Bedford, Pennsylvania) war ein US-amerikanischer Politiker. Von 1911 bis 1915 war er Vizegouverneur von Pennsylvania; diesen Bundesstaat vertrat er außerdem zwischen 1905 und 1911 im US-Repräsentantenhaus.

## Werdegang
John Reynolds besuchte die öffentlichen Schulen seiner Heimat. Im Jahr 1867 absolvierte er die Pennsylvania State Normal School. Später studierte er auch noch an der Columbian University, der heutigen George Washington University in Washington, D.C. Zwischen 1867 und 1869 war er in Bedford im Schuldienst als Principal tätig. Nach einem Jurastudium und seiner 1870 erfolgten Zulassung als Rechtsanwalt begann er in Bedford in diesem Beruf zu arbeiten. Dort gab er zwischen 1872 und 1880 auch die Zeitung Bedford Gazette heraus. Politisch wurde er Mitglied der Demokratischen Partei. In den Jahren 1873 und 1874 saß er als Abgeordneter im Repräsentantenhaus von Pennsylvania. Von 1875 bis 1879 fungierte er als Bezirksstaatsanwalt im Bedford County.
Zwischen 1884 und 1900 gehörte Reynolds auch dem Bildungsausschuss der Stadt Bedford an. In den Jahren 1888 und 1892 nahm er als Delegierter an den Democratic National Conventions teil, auf denen jeweils Grover Cleveland als Präsidentschaftskandidat nominiert wurde. Ab 1893 war er auch im Bankgewerbe tätig. Von 1893 bis 1897 war er als Assistant Secretary of the Interior stellvertretender US-Innenminister. 1896 brach Reynolds mit den Demokraten, weil er deren Präsidentschaftskandidaten William Jennings Bryan ablehnte. Er wechselte zur Republikanischen Partei und unterstützte deren dann auch siegreichen Kandidaten William McKinley.
Bei den Kongresswahlen des Jahres 1904 wurde Reynolds als Republikaner im 19. Wahlbezirk von Pennsylvania in das US-Repräsentantenhaus in Washington gewählt, wo er am 4. März 1905 die Nachfolge von Alvin Evans antrat. Nach zwei Wiederwahlen konnte er bis zu seinem Rücktritt am 17. Januar 1911 im Kongress verbleiben. Sein Rücktritt erfolgte nach seiner Wahl zum Vizegouverneur seines Staates. Dieses Amt bekleidete er vom 17. Januar 1911 bis zum 19. Januar 1915 als Stellvertreter von Gouverneur John Tener. Danach praktizierte er wieder als Anwalt. Außerdem war er weiterhin im Bankgewerbe tätig. Zwischen 1917 und 1915 gehörte Reynolds einer Kommission zur Überarbeitung der Bankgesetze des Staates Pennsylvania an. John Reynolds starb am 14. September 1933 in Bedford, wo er auch beigesetzt wurde.